# Campionatul European de Scrimă pentru juniori din 2016
Campionatul European de Scrimă pentru juniori (U20) din 2016 s-a desfășurat în perioada 5-9 martie la Novi Sad, Serbia. A fost precedat imediat de Campionatul European pentru cadeți din 2016, organizat în același oraș.

## Rezultate

### Masculin
| Probă             | Aur                                                                        | Argint                                                                           | Bronz                                                                           |
| Spadă             | Gergely Siklósi (HUN)                                                      | Martin Rubeš (CZE)                                                               | Valerio Cuomo (ITA) · Samuel Unterhauser (GER)                                  |
| Spadă pe echipe   | Ungaria Bálint Bakos Zsombor Bányai Patrik Esztergályos Gergely Siklósi    | Franța Clément Dorigo Hendrick Lerus-Roulez Andric Pianfetti Grégory Rebus       | Cehia Kristian D'Amico Jakub Jurka Tomáš Jurka Martin Rubeš                     |
| Floretă           | Maximilien Chastanet (FRA)                                                 | Andrzej Rządkowski (POL)                                                         | Alessandro Gridelli (ITA) · Alexandre Ediri (FRA)                               |
| Floretă pe echipe | Rusia Iskander Ahmetov Andrei Matveev Grigori Semeniuk Vladislav Juravlev  | Italia Guillaume Bianchi Tommaso Ciutti Alessandro Gridelli Francesco Ingargiola | Polonia Maciej Podralski Mikołaj Rudnicki Andrzej Rządkowski Maxime Tarasiewicz |
| Sabie             | Charles Colleau (FRA)                                                      | Kostiantyn Voronov (ISR)                                                         | Miklós Pech (HUN) · Mateusz Godlewski (POL)                                     |
| Sabie pe echipe   | Italia Eugenio Castello Dario Cavaliere Leonardo Dreossi Federico Riccardi | Germania Eduard Gert Nick Herbon Frederic Kindler Constantin Krause              | Rusia Aleksei Dadaev Andrei Gladkov Anatoli Kostenko Konstantin Lohanov         |

### Feminin
| Probă             | Aur                                                                   | Argint                                                                         | Bronz                                                                          |
| Spadă             | Nadine Stahlberg (GER)                                                | Roberta Marzani (ITA)                                                          | Mariem Ngom (FRA) · Vlada Harkova (UKR)                                        |
| Spadă pe echipe   | Rusia Daria Filina Alena Komarova Maria Obrazțova Irina Ohotnikova    | Franța Alexandra Louis-Marie Mariem Ngom Océane Tahé Diane von Kerssenbrock    | Germania Anna Hornischer Vanessa Riedmüller Nadine Stahlberg Kim Treudt-Gösser |
| Floretă           | Erica Cipressa (ITA)                                                  | Adelia Abdrahmatova (RUS)                                                      | Serena Rossi (ITA) · Marta Martiianova (RUS)                                   |
| Floretă pe echipe | Polonia Julia Chrzanowska Martyna Długosz Anna Szymczak Julia Walczyk | Rusia Adelia Abdrahmatova Marta Martiianova Kamilla Țibibirova Victoria Iusova | Italia Elisabetta Bianchin Erica Cipressa Camilla Rivano Serena Rossini        |
| Sabie             | Manon Brunet (FRA)                                                    | Rebecca Gargano (ITA)                                                          | Sofia Pozdniakova (RUS) · Karolina Cieślar (POL)                               |
| Sabie pe echipe   | Rusia Anna Bașta Olga Nikitina Sofia Pozdniakova Svetlana Șeveleva    | Italia Michela Batiston Rebecca Gargano Lucia Lucarini Flaminia Prearo         | Franța Manon Brunet Margaux Gimalac Caroline Quéroli Margaux Rifkiss           |

## Clasament pe medalii
| Loc   | Țară     | Aur | Argint | Bronz | Total |
| ----- | -------- | --- | ------ | ----- | ----- |
| 1     | Franța   | 3   | 2      | 3     | 8     |
| 2     | Rusia    | 3   | 2      | 2     | 7     |
| 3     | Italia   | 2   | 4      | 4     | 10    |
| 4     | Ungaria  | 2   | 0      | 1     | 3     |
| 5     | Germania | 1   | 1      | 2     | 4     |
| 5     | Polonia  | 1   | 1      | 2     | 4     |
| 7     | Cehia    | 0   | 1      | 1     | 2     |
| 8     | Israel   | 0   | 1      | 0     | 1     |
| 9     | Ucraina  | 0   | 0      | 1     | 1     |
| Total | Total    | 12  | 12     | 18    | 42    |

## Legături externe
- en  sr  eurofencingns2016.com Arhivat în 12 decembrie 2015, la Wayback Machine., site-ul oficial al competiției
- en  Novi Sad: European Championships U20 Arhivat în 25 februarie 2016, la Wayback Machine. la Confederația Europeană de Scrimă